# Казанник Олексій Іванович
Олексій Іванович Казанник (рос. Алексей Иванович Казанник; нар. 26 липня 1941, с. Перепис, Городнянський район, Чернігівська область — пом. 2 червня 2019, Омськ, Росія) — українець, російський правознавець і державний діяч, доктор юридичних наук з 1991, професор з 1991. Генеральний прокурор Російської Федерації (жовтень 1993 — квітень 1994), державний радник юстиції 1 класу (1993), заступник губернатора Омської області (1996—2003). На початку 1990-х років отримав популярність завдяки тому, що після обрання у Верховну Раду СРСР поступився своїм місцем Борису Єльцину. Заслужений юрист Російської Федерації.